# حافظه نهان وب
حافظه نهان وب یا میانگیر وب یک مکانیسم برای ذخیره‌سازی موقت (حافظه نهان) از اسناد وب مانند صفحات HTML و تصاویر، به منظور کاهش استفاده از پهنای باند، کاهش بار سرور و کم شدن تاخیر در بارگذاری است. حافظه نهان وب یک کپی از اسنادی که از آن عبور می‌کنند را در خود ذخیره می‌کند. به این ترتیب درخواست‌های بعدی ممکن است از حافظه نهان پاسخ داده شوند.
پیوند حافظه نهان در نتایج جستجو گوگل امکان آن را فراهم می‌کند تا بتوان اطلاعات وب‌سایتی که به تازگی به از تغییر یافته‌است را بازیابی کرد.

## سیستم
حافظه نهان وب سایت می‌تواند در سیستم‌های مختلف استفاده شود:
- موتور جستجو ممکن است یک وب‌سایت را در حافظه نهانش ذخیره کند.
- حافظه نهان رو به جلو یک حافظه نهان در خارج از شبکه سرور وب است، به عنوان مثال در رساننده خدمات اینترنتی یا شبکه شرکت.
- حافظه نهان رو به جلو آگاه از شبکه درست مانند یک حافظه نهان رو به جلو است، با این تفاوت که تنها موارد پر درخواست را ذخیره می‌کند.
- حافظه نهان معکوس در مقابل یک یا چند سرور وب و برنامه‌های وب قرار می‌گیرد و سرعت درخواست‌ها از اینترنت را افزایش می‌دهد.
- نرم‌افزار کارخواه (سرویس‌گیرنده)، مانند مرورگر وب، می‌تواند محتوای وب را برای استفاده مجدد ذخیره کنند. برای مثال، اگر دکمه برگشت فشار داده شده شود، ممکن است به جای ارسال یک درخواست جدید به سرور وب، صفحهٔ ذخیره‌شده در حافظه نهان نمایش داده شود.
- یک پراکسی وب که بین سرویس‌گیرنده و سرویس‌دهنده قرار می‌گیرد، می‌تواند سرآیندهای HTTP را ارزیابی کرده و محتوای وب را بر اساس آن‌ها ذخیره کند.
- شبکه‌های تحویل محتوا می‌توانند نسخه‌هایی از محتوای وب را در نقاط مختلف شبکه را نگاه دارند.

## کنترل حافظه نهان
HTTP سه مکانیزم اساسی برای کنترل حافظه نهان تعریف می‌کند: تازگی، اعتبار و باطل‌سازی.

### تازگی
این مکانیسم اجازه می‌دهد تا یک پاسخ بدون نیاز به بررسی مجدد در سرور مبدأ استفاده مجدد شود. کنترل این قابلیت می‌تواند توسط سرور یا کلاینت صورت گیرد. به عنوان مثال، سرآیند Expires زمان کهنه شدن سند را مشخص می‌کند و سرآیند Cache-Control: max-age مدت زمان تازه بودن پاسخ را به ثانیه اعلام می‌دارد.

### اعتبار
به کمک این مکانیزم می‌توان بررسی کرد که آیا یک پاسخ ذخیره شده که زمان تازگی آن گذشته‌است، هنوز معتبر است یا خیر.

### باطل‌سازی
این مکانیزم معمولاً اثر جانبی ورود بسته‌ای دیگر به سرور است. به عنوان مثال اگر یک نسخهٔ ذخیره شده از یک پاسخ با روش‌های درخواستی مانند Post یا Put فراخوانده شود، باطل‌سازی خواهد شد.

## مقایسه حافظه‌های نهان
| نام                  | نوع      | سیستم‌عامل                  | رو به جلو | حالت معکوس | پروانه                      |
| -------------------- | -------- | -------------------------- | --------- | ---------- | --------------------------- |
| سرور وب آپاچی        | نرم‌افزار | ویندوز، لینوکس، یونیکس،... | آری       | آری        | پروانهٔ آپاچی                |
| انجین‌اکس             | نرم‌افزار | لینوکس، یونیکس             | آری       | آری        | ۲ عبارت مانند پروانه بی‌اس‌دی |
| سرور آیزا مایکروسافت | نرم‌افزار | ویندوز                     | آری       | آری        | مالکیتی                     |
| اسکوئید              | نرم‌افزار | ویندوز، لینوکس، یونیکس     | آری       | آری        | پروانه عمومی همگانی گنو     |
| ورنیش                | نرم‌افزار | لینوکس، یونیکس             | آری       | آری        | پروانه بی‌اس‌دی               |